# European Golden League maschile
L'European Golden League è una competizione pallavolistica maschile per squadre nazionale europee, organizzata annualmente dalla CEV.

## Edizioni
| Edizione                                                      | Edizione          | Podio         | Podio              | Podio         |
| Anno                                                          | Sede della finale | Campione      | Seconda            | Terza         |
| ------------------------------------------------------------- | ----------------- | ------------- | ------------------ | ------------- |
| Dal 2004 al 2017 la competizione è denominata European League |                   |               |                    |               |
| 2004 Dettagli                                                 | Opava             | Rep. Ceca     | Russia             | Paesi Bassi   |
| 2005 Dettagli                                                 | Kazan'            | Russia        | Finlandia          | Spagna        |
| 2006 Dettagli                                                 | Smirne            | Paesi Bassi   | Croazia            | Grecia        |
| 2007 Dettagli                                                 | Portimão          | Spagna        | Portogallo         | Slovacchia    |
| 2008 Dettagli                                                 | Bursa             | Slovacchia    | Paesi Bassi        | Turchia       |
| 2009 Dettagli                                                 | Portimão          | Germania      | Spagna             | Portogallo    |
| 2010 Dettagli                                                 | Guadalajara       | Portogallo    | Spagna             | Turchia       |
| 2011 Dettagli                                                 | Košice            | Slovacchia    | Spagna             | Slovenia      |
| 2012 Dettagli                                                 | Ankara            | Paesi Bassi   | Turchia            | Spagna        |
| 2013 Dettagli                                                 | Marmaris          | Belgio        | Croazia            | Rep. Ceca     |
| 2014 Dettagli                                                 | Salonicco Budua   | Montenegro    | Grecia             | -             |
| 2015 Dettagli                                                 | Wałbrzych         | Slovenia      | Macedonia del Nord | Polonia       |
| 2016 Dettagli                                                 | Varna             | Estonia       | Macedonia del Nord | Austria       |
| 2017 Dettagli                                                 | Gentofte          | Ucraina       | Macedonia del Nord | Svezia        |
| Dal 2018 la competizione è denominata European Golden League  |                   |               |                    |               |
| 2018 Dettagli                                                 | Karlovy Vary      | Estonia       | Rep. Ceca          | Turchia       |
| 2019 Dettagli                                                 | Tallinn           | Turchia       | Bielorussia        | Paesi Bassi   |
| 2020                                                          | Non disputata     | Non disputata | Non disputata      | Non disputata |
| 2021 Dettagli                                                 | Courtrai          | Turchia       | Ucraina            | Estonia       |
| 2022 Dettagli                                                 | Varaždin          | Rep. Ceca     | Turchia            | Croazia       |
| 2023 Dettagli                                                 | Zara              | Turchia       | Ucraina            | Croazia       |
| 2024 Dettagli                                                 | Osijek            | Ucraina       | Croazia            | Rep. Ceca     |
| 2025 Dettagli                                                 | Brno              | Finlandia     | Rep. Ceca          | Israele       |

## Medagliere
| Pos. | Squadra            | 1º posto | 2º posto | 3º posto | Totale |
| ---- | ------------------ | -------- | -------- | -------- | ------ |
| 1    | Turchia            | 3        | 2        | 3        | 8      |
| 3    | Rep. Ceca          | 2        | 2        | 2        | 6      |
| 2    | Ucraina            | 2        | 2        | 0        | 4      |
| 4    | Paesi Bassi        | 2        | 1        | 2        | 5      |
| 5    | Estonia            | 2        | 0        | 1        | 3      |
| 5    | Slovacchia         | 2        | 0        | 1        | 3      |
| 7    | Spagna             | 1        | 3        | 2        | 6      |
| 8    | Portogallo         | 1        | 1        | 1        | 3      |
| 9    | Finlandia          | 1        | 1        | 0        | 2      |
| 9    | Russia             | 1        | 1        | 0        | 2      |
| 11   | Slovenia           | 1        | 0        | 1        | 2      |
| 12   | Belgio             | 1        | 0        | 0        | 1      |
| 12   | Germania           | 1        | 0        | 0        | 1      |
| 12   | Montenegro         | 1        | 0        | 0        | 1      |
| 15   | Croazia            | 0        | 4        | 1        | 5      |
| 16   | Macedonia del Nord | 0        | 3        | 0        | 3      |
| 17   | Grecia             | 0        | 1        | 1        | 2      |
| 18   | Bielorussia        | 0        | 1        | 0        | 1      |
| 19   | Austria            | 0        | 0        | 1        | 1      |
| 19   | Israele            | 0        | 0        | 1        | 1      |
| 19   | Polonia            | 0        | 0        | 1        | 1      |
| 19   | Svezia             | 0        | 0        | 1        | 1      |